# Corinthia Hotel London
El Corinthia Hotel London, en la esquina de Northumberland Avenue y Whitehall Place, es un hotel de lujo y antiguo edificio del gobierno británico, situado en una parcela triangular entre Trafalgar Square y el Thames Embankment, en el centro de Londres.
Construido originalmente como Metropole Hotel, su ubicación cerca del Palacio de Westminster y de las oficinas gubernamentales de Whitehall hizo que fuera requisado en las dos guerras mundiales. Tras la Segunda Guerra Mundial, fue comprado por el Ministerio de Defensa y usado como oficinas hasta que fue declarado excedente a los requisitos y vendido por Crown Estates en 2007. Entonces fue restaurado como hotel y renombrado Corinthia Hotel London, una combinación de hotel de lujo y edificio residencial.

## Historia

### Metropole Hotel

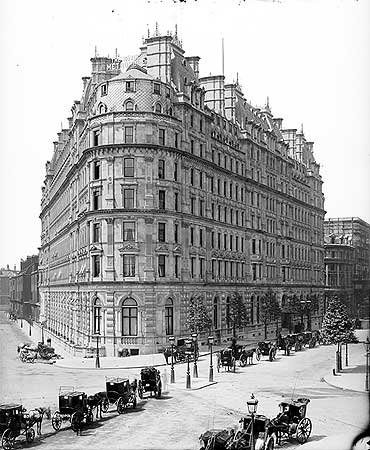
El Metropole Hotel poco después de su inauguración.

Encargado por la empresa Gordon Hotels, la construcción empezó en 1883. El hotel abrió sus puertas en 1885, con un folleto de 88 páginas que afirmaba:

La ubicación del hotel es particularmente recomendable para las damas y familias que visitan el West End durante la temporada teatral; para los viajeros de París y del continente, que llegan de Dover y Folkestone a la estación de Charing Cross; para los oficiales y otros que asisten a las audiencias del rey en St. James; para las damas que van a las Drawing Rooms, a los bailes de Estado y a los conciertos en el palacio de Buckingham; y para los visitantes coloniales y estadounidenses que no están acostumbrados al gran mundo de Londres.

El hotel era la sede del Aero Club y del Alpine Club, y sirvió como el punto de encuentro para los competidores en la primera carrera Londres-Brighton en 1896. El príncipe de Gales, el posterior rey Eduardo VII, entretenía a los huéspedes del hotel en varias ocasiones, tenía un palco reservado en el salón de baile y usaba la suite real, compuesta por las habitaciones de la primera planta con boínderes que dan hacia Whitehall Place.

### Primera Guerra Mundial
El hotel fue requisado en la época previa a la Primera Guerra Mundial para proporcionar alojamiento para el personal del gobierno, junto con los otros hoteles y edificios de Northumberland Avenue, incluido el Constitutional Club y las oficinas de la Society for the Promotion of Christian Knowledge. La noche antes de que la Fuerza Expedicionaria Británica embarcara para Francia tras el estallido de la guerra en agosto de 1914, sus dos comandantes en jefe en el conflicto, los mariscales de campo John French y Douglas Haig, se alojaron en el edificio.

### Época de entreguerras
Tras su reapertura como hotel, pasada la Primera Guerra Mundial, los Midnight Follies se convirtieron en un espectáculo de cabaret muy conocido. En 1921 Bert Firman consiguió un trabajo como violinista en la orquesta de los Midnight Follies del hotel. Poco después de empezar con el trabajo, el líder de la banda, un saxofonista americano alcohólico, estaba indispuesto y le ofrecieron el trabajo a Firman. Con solo dieciséis años, posteriormente afirmaría que había sido el líder de una banda más joven del mundo. Después de que Firman abandonara la banda en 1924, entre los otros músicos que tocaron en el hotel en los años de entreguerras se encuentra Annunzio Paolo Mantovani.
El 4 de enero de 1936 el equipo de rugby de Inglaterra ganó a la selección de Nueva Zelanda por 13-0, gracias a tres tries del ruso Alexander Obolensky. Fue la primera vez que Inglaterra ganó a Nueva Zelanda. Gracias a la retransmisión de Pathé News del partido, el nombre de Obolensky entró en la leyenda, debido a que su primer try, superando a varios jugadores rivales en una carrera de tres cuartos de la longitud del campo, se consideró el mejor try de la época y uno de los mejores marcados por Inglaterra. El equipo inglés pasó esa noche en el Metropole, donde se encontraron con que sus rivales del equipo neozelandés también se alojaban allí.
Cuando el gobierno reconstruyó los edificios en los Whitehall Gardens a mediados de 1936, alquilaron todo el hotel por  300 000 libras al año, para proporcionar más espacio de oficinas, inicialmente para el Ministerio de Trabajo y el Ministerio de Transporte, y posteriormente para el Ministerio del Aire y el Ministerio de Defensa.

### Segunda Guerra Mundial
Cuando estaba a punto de tener que devolverlo, el gobierno extendió el alquiler requisando de nuevo el edificio en la época previa a la Segunda Guerra Mundial. De nuevo, volvió a albergar varios departamentos. La habitación 424 se convirtió en la primera sede del MI9 y su subdivisión, la Dirección de Operaciones Especiales, y posteriormente albergó una de las dos maquetas a escala que se realizaron de las playas donde desembarcarían los aliados en la batalla de Normandía.

### Metropole Building
Comprado a Gordon Hotels tras la Segunda Guerra Mundial, el edificio fue transferido al portfolio de Crown Estate. Controlado por el Ministerio de Defensa, que lo usó como un edificio anexo a su complejo principal de Whitehall, en 1951 el Ministerio del Aire era de nuevo un ocupante importante. Desde mediados de los años sesenta hasta 1992 albergó la mayor parte del Defence Intelligence Staff, mientras que el resto de analistas y el personal central del DIS estaban en el edificio principal del Ministerio de Defensa. En las historietas de James Bond en el Daily Express, el artista Yaroslav Horak representó a menudo al Metropole Building como la sede del MI6. Posteriormente, el Ministerio de Defensa usó el edificio durante varias reformas, momentos en los que el salón de baile con espejos era el escenario de las conferencias de prensa y otros eventos importantes.

### Corinthia Hotel
Habiendo estado sin ocupar desde 2004, en 2007 el Metropole Building y el contiguo 10 Whitehall Place fueron adquiridos por una suma de 130 millones de libras por un consorcio propiedad a partes iguales de IHI plc de Malta y dos de sus principales accionistas, la Libyan Foreign Investment Company y Nakheel Hotels de Dubái. En septiembre de 2008, el consejo de la Ciudad de Westminster aprobó la transformación de los dos edificios en hotel y viviendas. El edificio reabrió en 2011, gestionado por Corinthia Hotels International. 10 Whitehall Place se ha convertido en doce residencias y un spa gestionado por Espa.
En un guiño a su pasado, el anuncio oficial de la película de James Bond Skyfall se hizo en una conferencia de prensa celebrada en el Corinthia Hotel el 3 de noviembre de 2011.
Una larga secuencia de la película de suspense de 2018 Red Sparrow se grabó en el interior y en el exterior del hotel. Posteriormente, también se celebraron en el hotel la rueda de prensa y el photocall de la película, en el que la actriz Jennifer Lawrence apareció con un vestido de Versace que atrajo la atención mediática de todo el mundo.